# Onderuit (tramhalte)
Onderuit is een tramhalte van de Amsterdamse tram en voorheen sneltramhalte van de Amsterdamse metro. De halte is vernoemd naar
het onderliggende voet en fietspad met tunnel onder de Beneluxbaan door.
Op de halte stoppen tramlijnen 5 en 25. Van 1990 tot 2019 stopte hier ook sneltram 51. Tot 3 maart 2019 was er een 65 meter lang hoog gedeelte voor lijn 51 en een 30 meter lang laag gedeelte voor lijn 5.
Halte Onderuit heeft een eilandperron dat bereikbaar is via de trap of met een lift.
Op 9 maart 2020, is de nieuwe tramhalte na een verbouwing heropend met de ingang van tramlijn 25 die sneltram 51 verving.
Lijn 5 rijdt vanaf de Zoutkeetsgracht via het Leidseplein, het Museumplein en de Beethovenstraat naar het Stadshart van Amstelveen. Lijn 25 rijdt vanaf station Amsterdam Zuid via Amstelveen naar Uithoorn. Tussen station Amsterdam Zuid en de halte Oranjebaan in Amstelveen delen de tramlijnen 5 en 25 hetzelfde traject.

## Galerij

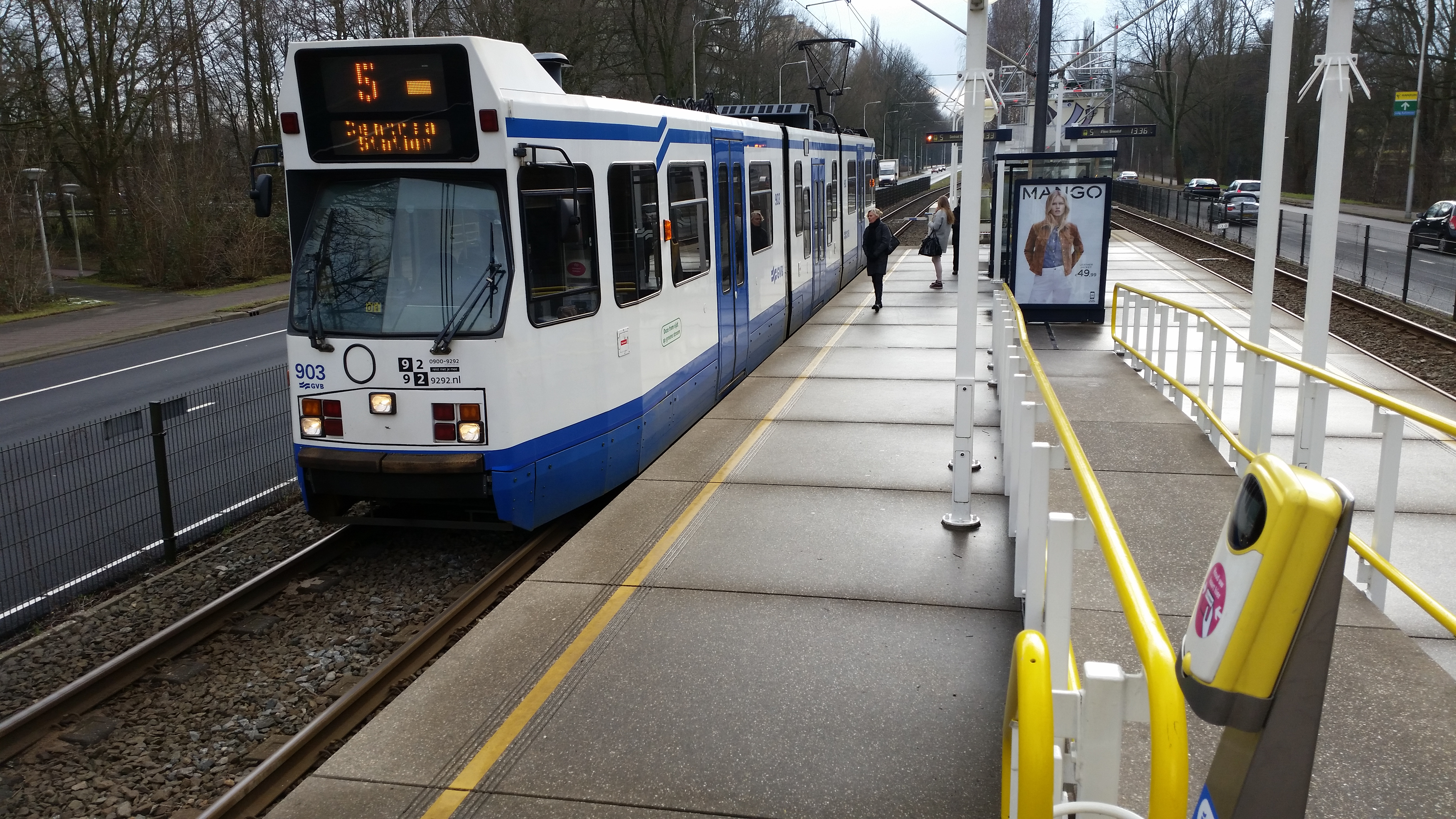
De voormalige (snel)tramhalte.
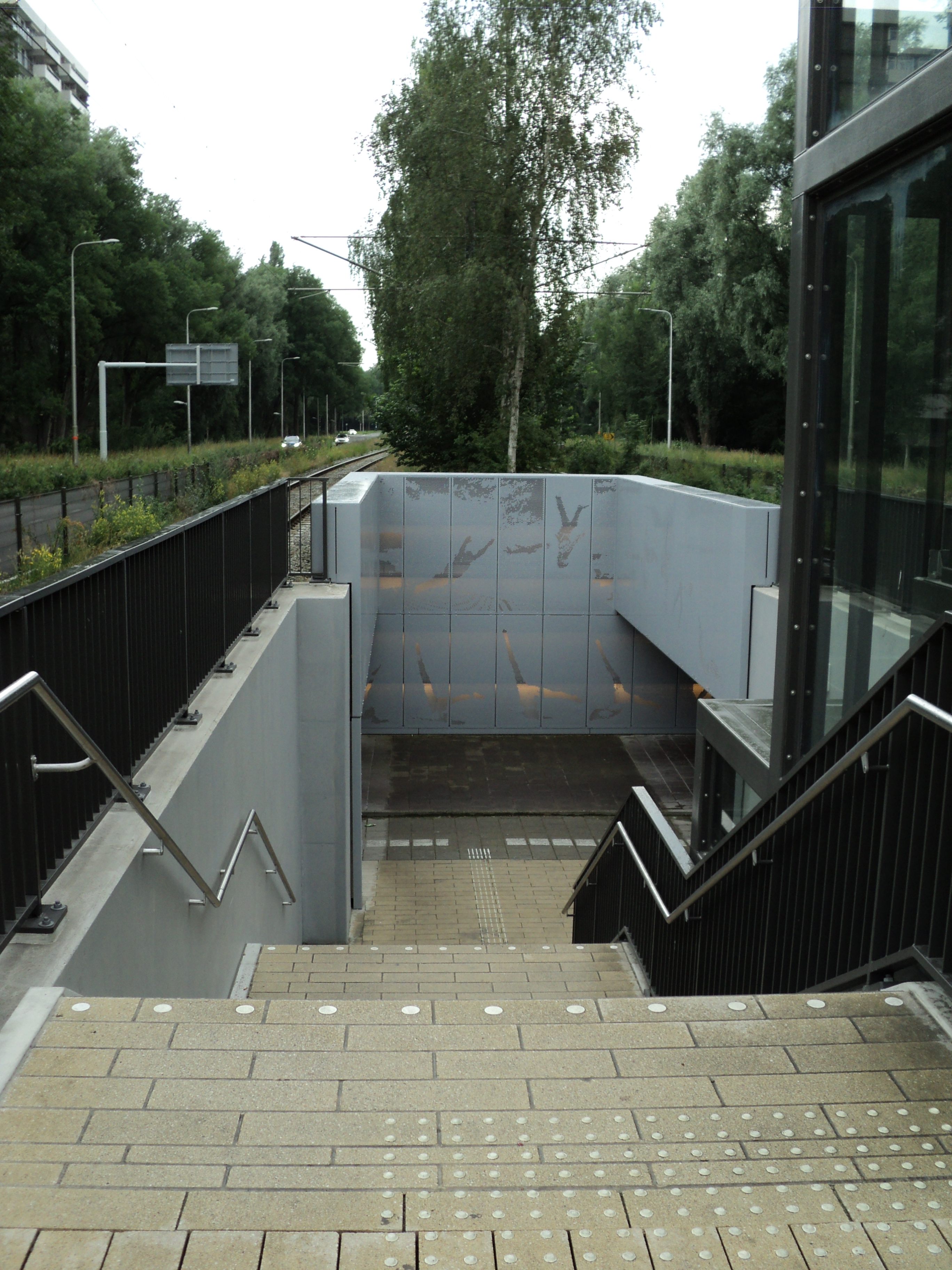
De trap naar het station en de voetgangerstunnel.
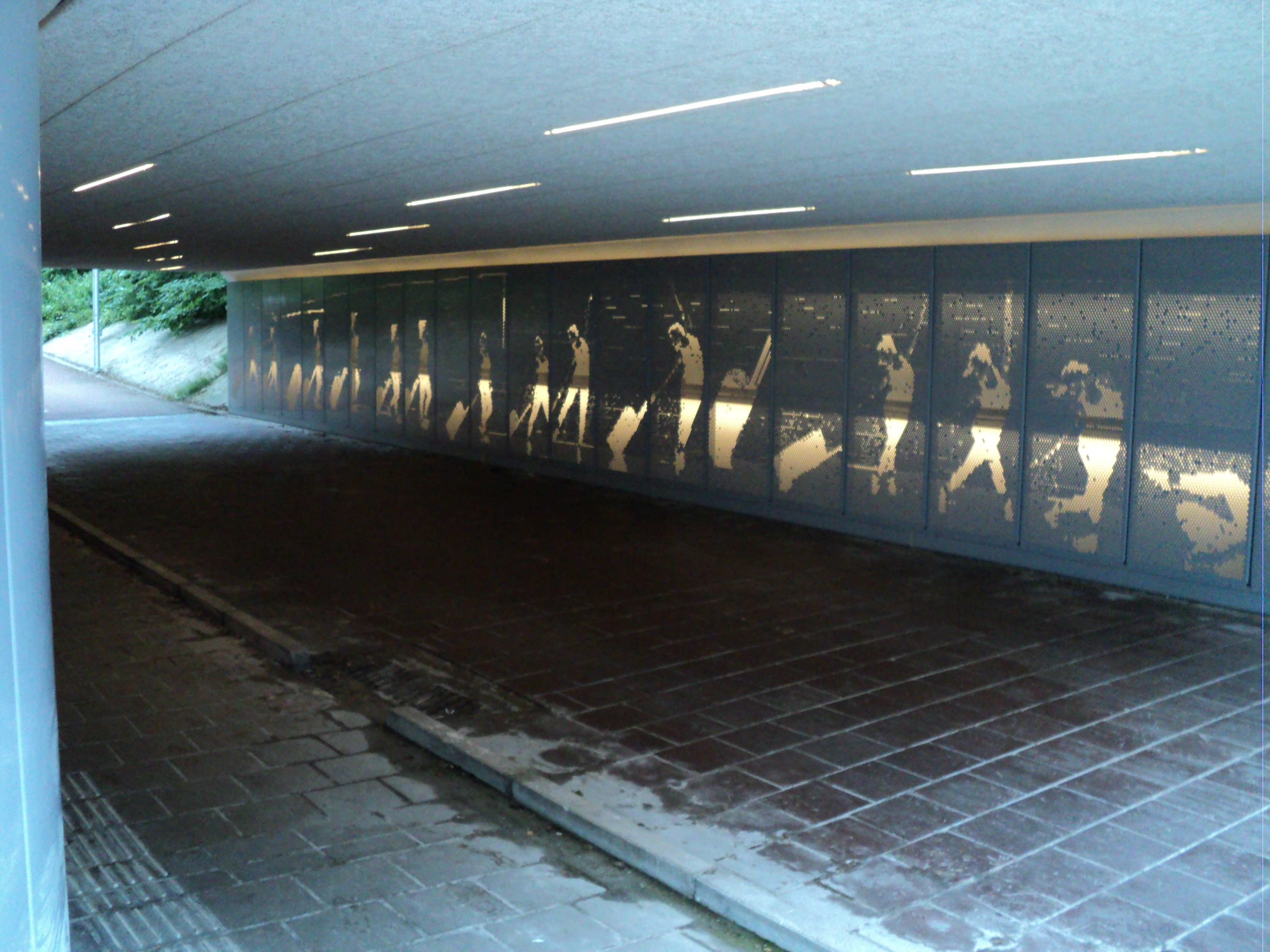
De gerenoveerde voetgangerstunnel die de twee naastgelegen buurten met elkaar en de tramhalte verbindt.
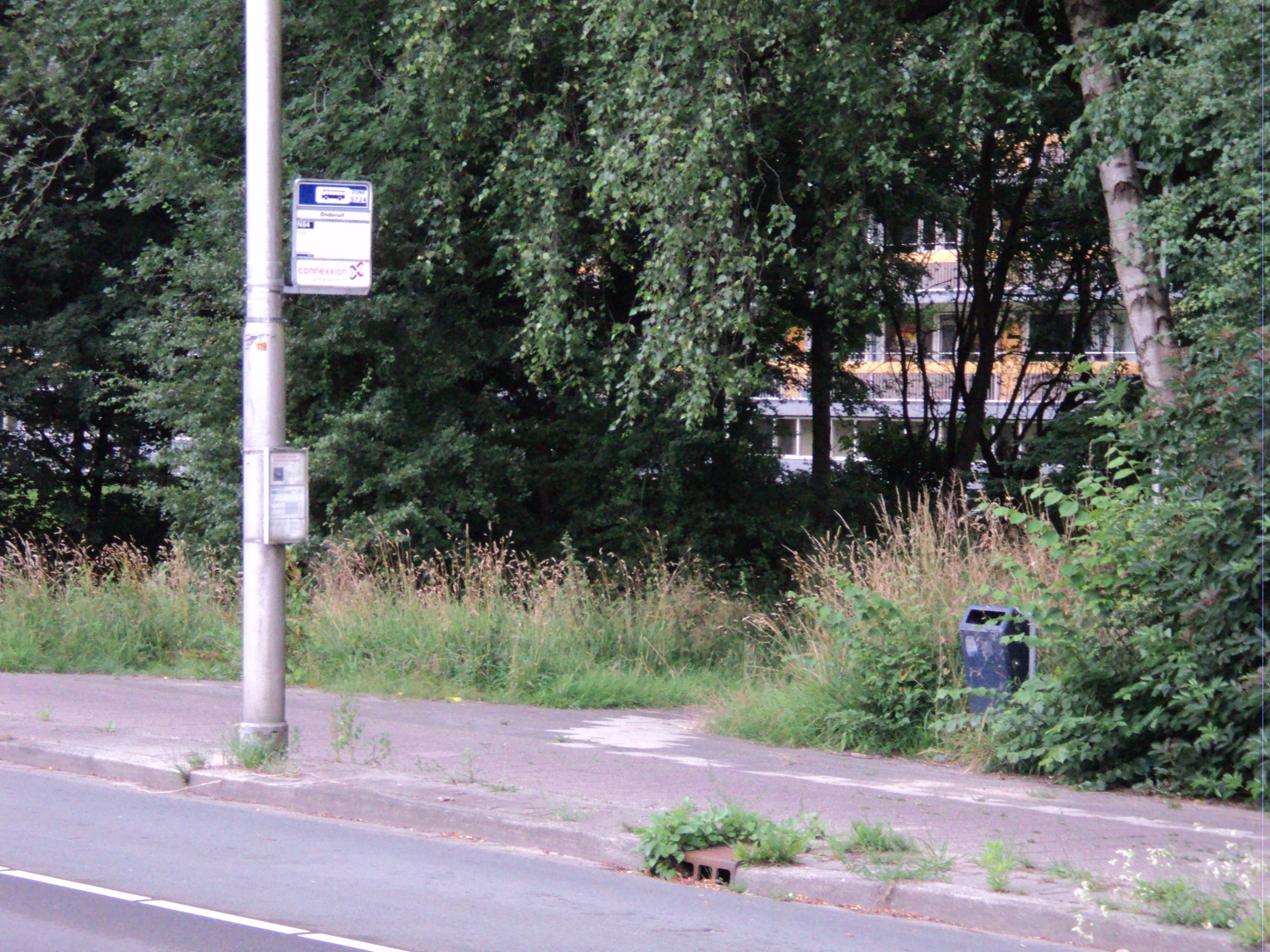
De naastgelegen maar tamelijk onbereikbare bushalte. De halte komt alleen te pas mocht iemand hier 's nachts gestrand zijn.

Centraal Station (NS) ·
Nieuwmarkt ·
Waterlooplein ·
Weesperplein ·
Wibautstraat ·
Amstelstation (NS) ·
Spaklerweg ·
Overamstel ·
Station RAI (NS) ·
Station Zuid (NS) ·
De Boelelaan / VU ·
A.J. Ernststraat ·
Van Boshuizenstraat ·
Uilenstede ·
Kronenburg ·
Zonnestein ·
Onderuit ·
Oranjebaan ·
Amstelveen Centrum ·
Ouderkerkerlaan ·
Sportlaan ·
Marne ·
Gondel ·
Meent ·
Brink ·
Poortwachter ·
Spinnerij ·
Sacharovlaan ·
Westwijk